# Дубины (Дубенский район)
Дубины (укр. Дубини) — село в Козинской сельской общине Дубенского района Ровненской области Украины.
До 2020 года входило в Радивиловский район.
Население по переписи 2001 года составляло 385 человек. Почтовый индекс — 35523. Телефонный код — 3633. Код КОАТУУ — 5625883903.